# Rivière Épinette
Rivière Épinette är ett vattendrag i Kanada.   Det ligger i provinsen Québec, i den östra delen av landet, 700 km nordost om huvudstaden Ottawa.
I omgivningarna runt Rivière Épinette växer i huvudsak barrskog. Runt Rivière Épinette är det ganska tätbefolkat, med 60 invånare per kvadratkilometer.